# Frey-Effekt
Der Frey-Effekt (englisch microwave auditory effect, microwave hearing effect, RF hearing) ist ein Phänomen, das in der Nähe leistungsstarker Quellen einer gepulsten Hochfrequenzstrahlung auftritt. Einigen Menschen ist es möglich, gepulste Hochfrequenz ohne weitere Hilfsmittel (wie Radioempfänger) als Klicklaute reproduzierbar wahrzunehmen.
Eine Beschreibung des Effekts wurde von dem amerikanischen Neurologen Allan H. Frey ab dem Jahr 1961 in mehreren Artikeln publiziert.
Dieses Phänomen wurde während des Zweiten Weltkriegs bei Personen entdeckt, die sich in unmittelbarer Nähe einer leistungsstarken Radaranlage befanden.

## Wissenschaftliche Forschungsergebnisse
Nach Veröffentlichung erster Daten zum Frey-Effekt wurde nach den Ursachen und Auswirkungen des Phänomens geforscht. Auch wurden mögliche Anwendungen zur Kommunikation untersucht.
Der Frey-Effekt gilt heute als ein wissenschaftlich allgemein anerkanntes Phänomen ohne pathologische Bedeutung.
Personen, die für gepulste Mikrowellen- oder, allgemeiner, Hochfrequenzstrahlung sensibel sind, beschreiben die auftretenden Geräusche als sehr leise Klicklaute, die synchron zur Strahlung auftreten und nur bei Stille hörbar sind.
Während anfangs davon ausgegangen wurde, dass nur Mikrowellenstrahlung im Rahmen des Frey-Effekts wahrnehmbar sei, ist heute bekannt, dass sich der in Frage kommende Frequenzbereich je nach Quelle von 2,4 MHz bis 10 GHz oder von mehreren 100 MHz bis zu einigen 10 GHz erstreckt.

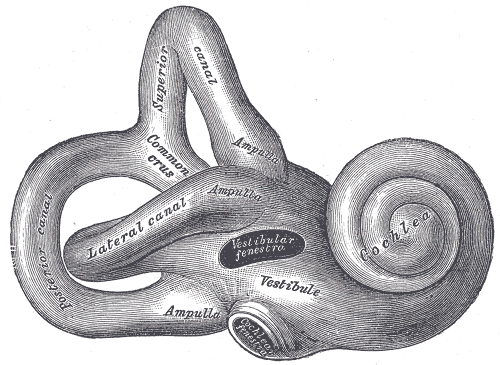
Innenohr mit Cochlea (rechts)

Als Entstehungsort des Reizes wird die menschliche Cochlea (Schnecke) im Innenohr angenommen. Laut der zurzeit favorisierten thermoelastic expansion theory soll es zu geringen, impulsartigen, wärmebedingten Ausdehnungsänderungen durch thermoelastische Wellen kommen, die über knöcherne Strukturen zum Innenohr schallleiten. Eine direkte Interaktion mit dem Hörnerv wird ausgeschlossen. Aus Untersuchungen bei gesunden Probanden, die Hochfrequenzfeldern im Rahmen der Magnetresonanztomographie bei der Firma Philips ausgesetzt waren, ließ sich eine untere Ansprechschwelle im Bereich von 16 ± 4 mJ im Frequenzbereich 2,4 MHz bis 170 MHz ermitteln. Bei Positionierung über den Ohren sank die Schwelle auf 3 ± 0,6 mJ ab. Je nach verwendeter Spule wurden typischerweise Reize bei Leistungen zwischen 20 und 150 (± 50) W ermittelt. Am effektivsten ließ sich der Effekt in der Nähe des Felsenbeins erzielen. Vom Innenohr aus erreichen die Signale über die Hörbahn übergeordnete Hirnstrukturen, genauso wie es für rein akustisch ausgelöste Signale auch der Fall ist. Die Reizstärke ist dabei von der Energie der einzelnen Impulse abhängig. Die Frequenz des entstehenden Lautes ist dabei unabhängig von der eingesetzten Hochfrequenz, zeigt jedoch eine Abhängigkeit von den Abmessungen des menschlichen Schädels.

## Nachweise
1. ↑  A. H. Frey: Some effects on human subjects of ultra-highfrequency radiation. In: The American Journal of Medical Electronics. Band 2, 1963, S. 28–31, PMID 13959628.
2. ↑  Allan H. Frey: Human auditory system response to modulated electromagnetic energy. In: Journal of Applied Physiology. Band 17, Nr. 4, 1962, S. 689–692, PMID 13895081.
3. ↑  A.H. Frey et al.: Auditory system response to radio frequency energy. Technical note. In: Aerospace Medicine. Band 32, 1961, S. 1140–1142, PMID 13895080.
4. 1 2 3  J. A. Elder, C. K. Chou: Auditory response to pulsed radiofrequency energy. In: Bioelectromagnetics. Band 24, S6, 2003, S. S162–S173, doi:10.1002/bem.10163.
5. 1 2  Peter Röschmann: Human auditory system response to pulsed radiofrequency energy in RF coils for magnetic resonance at 2.4 to 170 MHz. In: Magnetic Resonance in Medicine. Band 21, Nr. 2, 1991, S. 197–215, doi:10.1002/mrm.1910210205.
6. 1 2  James C. Lin, Zhangwei Wang: Hearing of microwave pulses by humans and animals: effects, mechanism, and thresholds. In: Health Physics. Band 92, Nr. 6, 2007, S. 621–628, doi:10.1097/01.HP.0000250644.84530.e2.